# Roberto Skyers
Roberto Skyers Pérez (12 novembre 1991) è un velocista cubano.

## Palmarès
| Anno | Manifestazione      | Sede           | Evento      | Risultato  | Prestazione | Note             |
| ---- | ------------------- | -------------- | ----------- | ---------- | ----------- | ---------------- |
| 2009 | Campionati CAC      | L'Avana        | 4x100 m     | Finale     | dnf         |                  |
| 2011 | Giochi panamericani | Guadalajara    | 200 m piani | Oro        | 20"37       |                  |
| 2011 | Giochi panamericani | Guadalajara    | 4x100 m     | 4º         | 39"75       |                  |
| 2012 | Giochi olimpici     | Londra         | 200 m piani | Batteria   | 20"66       |                  |
| 2014 | World Relays        | Nassau         | 4×100 m     | 10º        | 38"60       |                  |
| 2014 | Giochi CAC          | Xalapa         | 200 m piani | Oro        | 20"47       |                  |
| 2015 | World Relays        | Nassau         | 4x100 m     | 12º        | 39"04       |                  |
| 2015 | Giochi panamericani | Toronto        | 200 m piani | 4º         | 20"02       | Record nazionale |
| 2015 | Giochi panamericani | Toronto        | 4x100 m     | Batteria   | 39"61       |                  |
| 2015 | Mondiali            | Pechino        | 200 m piani | Semifinale | 20"23       |                  |
| 2016 | Giochi olimpici     | Rio de Janeiro | 200 m piani | Semifinale | 20"60       |                  |
| 2016 | Giochi olimpici     | Rio de Janeiro | 4x100 m     | Batteria   | 38"47       |                  |
| 2017 | Mondiali            | Londra         | 4x100 m     | Batteria   | 39"01       |                  |
| 2018 | Giochi CAC          | Barranquilla   | 4x100 m     | 5º         | 39"03       |                  |
| 2019 | Giochi panamericani | Lima           | 200 m piani | 7º         | 20"67       |                  |
| 2019 | Giochi panamericani | Lima           | 4x100 m     | 7º         | 39"19       |                  |